# 岩水嘉孝
岩水 嘉孝（いわみず よしたか、1979年6月20日 - ）は、日本の元陸上競技選手・現指導者。愛知県豊橋市出身、174 cm・53 kg。
3000m障害男子の元日本記録保持者。2003年世界陸上パリ大会男子3000m障害で決勝11位。2002年釜山アジア大会男子3000m障害で準優勝・銀メダル獲得。2004年アテネオリンピック・2008年北京オリンピック代表。
豊橋市立青陵中学校・豊川高等学校・順天堂大学・トヨタ自動車・富士通・資生堂ランニングクラブのアシスタントコーチ、ヘッドコーチを経て、監督に就任。

## 経歴
愛知・豊川高校時代にインターハイの3000m障害に優勝した。
順天堂大学在学中は全日本インカレで同種目優勝、箱根駅伝でも優勝メンバーに名を連ねる。同学年の入船満 奥田真一郎・野口英盛・坂井隆則とともに順大クインテットと呼ばれて 3年次には出雲・全日本・箱根の学生駅伝三冠に貢献した。4年次には主将として出雲駅伝三連覇に貢献したが、2区で出場予定だった第78回箱根駅伝は肺気胸による入院のために欠場した。
トラックの5000m、クロスカントリー、ロードのハーフマラソンなど長い距離への順応性もあり、トヨタ自動車に所属していた頃は駅伝競走もこなしていた。しかし、2008年3月末に北京オリンピックで3000m障害に専念できる環境を求めトヨタ自動車を退職、4月22日付で富士通への入社となった。
400mHの為末大、棒高跳の澤野大地のように、ヨーロッパ各地の主要大会 を転戦し、海外の競技者と闘っている。
華麗なハードリングで世界のトップクラスに挑む、日本のSteeple Chaseのパイオニアである。
体幹を意識的に鍛えたり、リズムを高めるためのエアロビクスを取り入れるなど、オリジナリティ・バラエティに富んだ練習を模索していた。
2009年8月23日、ベルリン世界陸上大会の女子マラソンにおいて、岩水は終盤35 km付近の給水ポイントの係員を務めていた。その地点で、一度はボトルを落とし給水に失敗した尾崎好美選手に対し岩水は全力疾走で追走し、取り損ねたボトルを尾崎に手渡すという好援護をした。この効果もあってか、結果尾崎は2位入賞を果たし、銀メダルを獲得した。
2012年3月4日、自身唯一のフルマラソン挑戦だったびわ湖毎日マラソンに出場するも上位争いにはほとんど絡めず、2時間16分59秒の36位に終わった。その後6月の日本選手権には出場しなかったため、3大会連続となる同年8月開催の2012年ロンドンオリンピック代表入りはならなかった。
2013年3月に富士通を退社し現役引退、同年4月からは資生堂RCの指導者として活動。JOCの推薦により2015年12月より1年の期間で、スポーツ指導者の海外研修（オーストラリア・メルボルン トラッククラブ）へ派遣。2021年6月1日より監督に就任。

## 3000メートル障害
前記の通り高校時代のインターハイで優勝経験を持つ。
2001年から2005年まで、日本選手権5連覇。2007年から2009年までは3連覇し、同種目で8度の優勝を果たした。
2002年の釜山アジア大会では2位入賞を果たし、銀メダルを獲得（8分31秒75）。
2003年6月25日にスイスのルツェルン国際でA標準記録を突破する（8分23秒53）。同年8月のパリ世界陸上大会予選では、23年ぶりに日本記録を更新（8分18秒93）した。また同種目で31年ぶりに国際大会の決勝進出を果たす健闘を見せる（11位・8分19秒29）。また、日本人としては初めて、同種目で8分20秒未満を2回記録した。予選で樹立した日本記録は、2021年5月9日に順天堂大学の後輩である三浦龍司が8分17秒46をマークするまで、18年近く破られなかった。
2007年6月のプレフォンテイン・クラシックでA標準を突破（8分23秒31）し、同年大阪で行われた世界選手権に4回連続で出場した。

## 主な戦績
| 年     | 3000mSC             | 5000m      | 10000m     | ハーフマラソン | マラソン      | 戦績                                                                               | 戦績                  | 戦績                              |
| ------ | ------------------- | ---------- | ---------- | -------------- | ------------- | ---------------------------------------------------------------------------------- | --------------------- | --------------------------------- |
| 1995年 |                     | 14分56秒07 |            |                |               |                                                                                    |                       |                                   |
| 1996年 | 8分56秒85           | 14分16秒30 |            |                |               |                                                                                    |                       |                                   |
| 1997年 | 8分55秒35           | 14分34秒64 | 31分56秒86 |                |               | 京都インターハイ3000mSC 1位                                                        |                       |                                   |
| 1998年 |                     | 14分12秒50 |            |                |               |                                                                                    |                       |                                   |
| 1999年 | 8分45秒54           | 14分04秒88 | 29分28秒16 |                |               | 第75回箱根駅伝1区8位                                                               |                       |                                   |
| 2000年 | 8分32秒99           | 13分51秒27 | 28分59秒38 | 1時間02分21秒  |               | 第76回箱根駅伝1区2位 京都シティハーフマラソン 3位                                  |                       |                                   |
| 2001年 | 8分26秒77           | 13分51秒64 | 28分26秒18 |                |               | 第77回箱根駅伝2区4位 北京ユニバーシアード3000mSC 5位                               | 日本選手権3000mSC 1位 | エドモントン世界選手権3000mSC予選 |
| 2002年 | 8分31秒75           | 13分41秒72 |            |                |               |                                                                                    | 日本選手権3000mSC 1位 | 釜山アジア大会3000mSC 2位         |
| 2003年 | 8分18秒93 ※日本記録 | 13分49秒64 | 28分31秒73 |                |               |                                                                                    | 日本選手権3000mSC 1位 | パリ世界選手権3000mSC 決勝11位    |
| 2004年 | 8分27秒46           | 13分47秒74 |            |                |               | 世界クロカン・シニア12km決勝 世界クロカン・シニア4km 96位                          | 日本選手権3000mSC 1位 | アテネオリンピック3000mSC予選     |
| 2005年 | 8分22秒54           | 13分37秒99 |            |                |               | 東アジア大会3000mSC 1位                                                            | 日本選手権3000mSC 1位 | ヘルシンキ世界選手権3000mSC予選   |
| 2006年 | 8分34秒17           | 13分58秒81 | 28分34秒35 |                |               | 世界クロカン・シニア4km 106位                                                      | 日本選手権3000mSC 2位 |                                   |
| 2007年 | 8分23秒31           |            | 28分18秒64 |                |               | プレフォンテイン・クラシック3000mSC 4位 世界クロカン・シニア12km 54位（日本人1位） | 日本選手権3000mSC 1位 | 大阪世界選手権3000mSC予選         |
| 2008年 | 8分29秒75           |            |            |                |               |                                                                                    | 日本選手権3000mSC 1位 | 北京オリンピック3000mSC予選       |
| 2009年 | 8分34秒95           |            |            |                |               |                                                                                    | 日本選手権3000mSC 1位 | ベルリン世界選手権3000mSC予選     |
| 2010年 |                     |            | 28分17秒80 |                |               | 全日本実業団対抗陸上選手権10000m 12位                                              |                       |                                   |
| 2012年 |                     |            |            |                | 2時間16分59秒 | びわ湖毎日マラソン 36位                                                            |                       |                                   |
| 2013年 |                     |            |            | 1時間02分39秒  |               | 香川丸亀国際ハーフマラソン 26位                                                    |                       |                                   |

太字は自己ベスト